# Julius von Sachs
Julius von Sachs (Breslau, Prússia, 2 d'octubre de 1832 - Würzburg, 29 de maig de 1897) va ser un botànic prussià. La seva signatura abreujada com a botànic és Sachs
El 1851 entrà a la Universitat Carles de Praga i el 1856 s'hi va graduar com doctor en filosofia. Va ensenyar a Praga, Dresden, Chemnitz, Poppelsdorf, Freiburg i Würzburg.
Es va especialitzar en la fisiologia vegetal especialment en mètodes microquímics per estudiar la germinació. Va descobrir que els grans de midó que es troben als cloroplasts són el primer producte visible de la seva activitat assimiladora. Entre altres temes estudià la periodicitat del creixement vegetal en llargada i la influència de l'espectre electromagnètic en la taxa de creixement, va fer recerca sobre l'heliotropisme i el geotropisme.
Entre els seus alumnes hi hagué Julius Oscar Brefeld, Francis Darwin, Karl Ritter von Goebel, Georg Albrecht Klebs, Hermann Müller-Thurgau, Fritz Noll, Wilhelm Pfeffer, Karl Prantl, Christian Ernst Stahl i Hugo de Vries.

## Obra
La primera obra publicada de Sachs va ser Handbuch der Experimentalphysiologie des Pflanzen (1865) (manual de la fisiologia experimental de les plantes) i l'any 1868 aparegué la seva famosa obra Lehrbuch der Botanik. El 1875 es publicà la seva història de la botànica (Geschichte der Botanik) que abasta des del segle xvii a 1860.
- 1859: Physiologische Untersuchungen über die Keimung der Schmikbohne (Phaseolus multiflorus)
- 1859: Ueber das abwechselnde Erbleichen und Dunkelwerden der Blätter bei wechselnder Beleuchtung
- 1862: Ueber das Vergeilen der Pflanzen
- 1863: Ueber den Einfluss des Tageslichtes auf die Neublidung unt Entfaltung verschiedener Pflanzenorgane
- 1865: Handbuch der Experimentalphysiologie der Pflanzen
- 1868: Lehrbuch der Botanik
- 1871-1872: Die Geschichte der Botanik vom 16. Jahrhundert bis 1860
- 1878: Ueber die Anordnung der Zellen in jüngsten Pflanzentheilen
- 1882: Die Vorlesungen über "Pflanzenphysiologie
- 1892: Gesammelte Abhandlungen über Pflanzenphysiologie
- 1894: Mechanomorphosen und Phylogenie
- 1896: ????Automorphosen